# Centralnyj rajon
Il Centralnyj rajon (in russo Центральный район?) è uno dei rajon in cui è suddivisa la città federale di San Pietroburgo, in Russia.